# Undisputed 4 - Il ritorno di Boyka
Undisputed 4 - Il ritorno di Boyka (Boyka: Undisputed) è un film del 2016 diretto da Todor Chapkanov e Isaac Florentine.
È il seguito di Undisputed III: Redemption, oltre che il terzo film che vede come attore protagonista Scott Adkins nei panni del lottatore russo Yuri Boyka.

## Trama
Dopo essere fuggito dalla prigione, Boyka, oltre a non essere più tornato nella sua madre patria Russia (in cui è ricercato), si opera al ginocchio e inizia ad allenarsi sempre più intensamente per diventare un lottatore professionista.
Due osservatori gli dicono che, vincendo un incontro a Kiev, e un altro qualche settimana più tardi a Budapest, potrà lottare tra i professionisti.
Nonostante la vittoria in quel di Kiev, Boyka durante il combattimento uccide inavvertitamente il proprio avversario (di nome Viktor), e questo lo segna a tal punto che decide di tornare in Russia con un passaporto falso per andare a porgere le proprie scuse alla moglie di Viktor, Alma. Tuttavia le cose si rivelano più dure a causa di un imprevisto: Alma viene costantemente monitorata da Zourab, un malavitoso russo che la tiene sotto scacco in quanto Viktor ha un debito con questo malvivente. Alma vive in un centro comunitario e fa la cameriera nel club di combattimento sotterraneo di Zourab. Zourab è ora alla ricerca di un buon artista marziale per combattere nel suo club. Boyka vuole aiutare Alma a pagare il suo debito, così fa un accordo con Zourab che combatterà per lui in cambio della libertà di Alma.  Zourab è d'accordo e suggerisce a Boyka di combattere in tre partite. Boyka sconfigge facilmente il suo avversario nella prima partita. Alma invita Boyka nella piccola palestra del centro comunitario (palestra dove si allenava Viktor), dopo che quest’ultimo rifiuta di continuare ad andare nella palestra comunale di Grovny a causa di una brutta esperienza con un lottatore locale. Nel secondo incontro, invece, deve sconfiggere due fratelli lottatori con doppio knock out e ci riesce. Tornato nel centro della comunità per allenarsi, Alma decide di preparare a Boyka una vecchia “ricetta della nonna” a base di erbe per alleviare i dolori causati dal secondo incontro, ma, ad un certo punto, il lottatore chiede ad Alma perché non lascia la città e lei, in maniera arrabbiata, risponde che il centro era il suo sogno e quello di Viktor e che non può lasciare i bambini perché senza questo centro essi potrebbero diventare membri delle gang o cattivi. Nella terza partita, Boyka, seppur con qualche difficoltà, sconfigge Igor Kazimir, lo scagnozzo d'élite di Zourab finora imbattuto nel suo locale. Il lottatore sta per andarsene, ma Zourab lo costringe a combattere in un'altra partita per sconfiggere il suo vero campione Koshmar l'incubo, dopo che egli ha corrotto un ufficiale di polizia di alto livello per far uscire di prigione Koshmar e farlo lottare contro Boyka. Lo stesso Boyka accetta con riluttanza e si batte. Koshmar è un lottatore detenuto gigante, muscoloso e feroce, ma grazie alla resistenza di Boyka, quest’ultimo lo batte e con una mossa speciale lo scaraventa addirittura fuori dal ring facendolo cadere privo di sensi. Zourab, convinto che Boyka perdesse, si arrabbia e prende Alma come ostaggio ordinando ai suoi scagnozzi di uccidere Boyka. Tuttavia, Boyka uccide tutti gli scagnozzi di Zourab e lo insegue. Una volta raggiunto  Zourab il lottatore viene colpito da una pallottola, ma egli è resistente e gli dà un pugno in faccia e lo soffoca a morte.  Un Boyka ferito chiede ad Alma se può perdonarlo per quello che ha fatto a suo marito ma viene arrestato dalla polizia poco dopo. Sei mesi dopo, Alma visita Boyka in prigione dicendogli che alla fine lo perdona e lui, felice, la ringrazia. Boyka, ormai detenuto, continua a combattere in prigione per perseguire il titolo di artista marziale più completo al mondo e guadagnare sempre più fama.